# Carsten Keller
Carsten Keller (ur. 9 września 1939 w Berlinie) – niemiecki hokeista na trawie, złoty medalista olimpijski z Monachium.

## Życiorys
Pochodzi z rodziny o wielkich tradycjach w hokeju na trawie. Jest synem Erwina Kellera (wicemistrza olimpijskiego z Berlina) oraz ojcem Andreasa (mistrza olimpijskiego z Barcelony), Floriana (mistrza olimpijskiego z Pekinu) i Nataschy (mistrzyni z Aten). Reprezentował barwy RFN. Brał udział w trzech igrzyskach (IO 60 – pod szyldem Niemiec, IO 68, IO 72). Największy sukces w karierze odniósł w 1972 przed własną publicznością, kiedy to sięgnął po złoty medal olimpijski. Łącznie rozegrał w kadrze 133 spotkania.